# Farsot
Farsot (schwed. für Epidemie, Eigenschreibweise farsot.) ist eine 1999 gegründete progressive Post-Black-Metal-Band aus Gotha, Thüringen.

## Geschichte
Gegründet wurde Farsot im Jahr 1999 unter dem Namen Hagelsturm in Gotha. 2001 erschien die erste Demo Im Zwielicht mein glanzlos' Leben, die auf 60 Einheiten limitiert war. Drei Jahre später folgte die Herausgabe der zweiten Demo unter dem Titel 042103Freitod, die weitaus mehr Beachtung fand und auf 500 Kopien beschränkt war.
Unter den Fittichen von Dark-Fortress-Gitarrist V. Santura entstand das Debütalbum IIII, dass im Oktober 2007 über Lupus Lounge, einer Plattenfirma die zu Prophecy Productions gehört, veröffentlicht wurde. Vier Jahre später erschien mit Insects das zweite Album, das dieses Mal von Markus Stock in der Klangschmiede Studio E in Mellrichstadt eingespielt wurde. Zwischen der Herausgabe des ersten und zweiten Albums absolvierte Farsot zwei Konzertreisen, darunter eine mit Dark Fortress und Serpentcult.
Im April 2017, fast sechs Jahre nach Insects, erschien mit Fail•Lure das inzwischen dritte Studioalbum der Band.

## Musik und Texte
Auf der zweiten Demo 042103Freitod spielte Farsot eine laut Karolina Pytlarczyk „gekonnte und harmonische Mischung der experimentfreudigen (für die wohl die Zahlenkombination steht) und atmosphärischen, teilweise infernalischen und bedrohenden für rohen Black Metal typischen Elementen“. Captain Chaos von Vampster sieht Farsot stilistisch zwischen Nocte Obducta und Lunar Aurora. Laut 3818.w gehen die Musiker derartige Beiträge aus dem Weg, allerdings erklärte er, dass man phasenweise nicht um solche Vergleiche umher kommen kann, nicht zuletzt aufgrund der inzwischen hohen Produktionsqualität. Auf Failure wenden sich die Musiker vermehrt dem melancholisch und dem phasenweise explosiv wirkenden Post-Metal zu, die ab und an mit verschachtelten Einwürfen des Black Metal aufwarten. Die dadurch entstehenden musikalischen Kontraste zeigen die Entwicklung der Musik mit „fantastischen Melodien und verschlüsselte Epen, die auf die progressive Vergangenheit zurückzuführen sind“ auf folgen einem neuen avantgardistisch geprägten Anspruchsdenken.

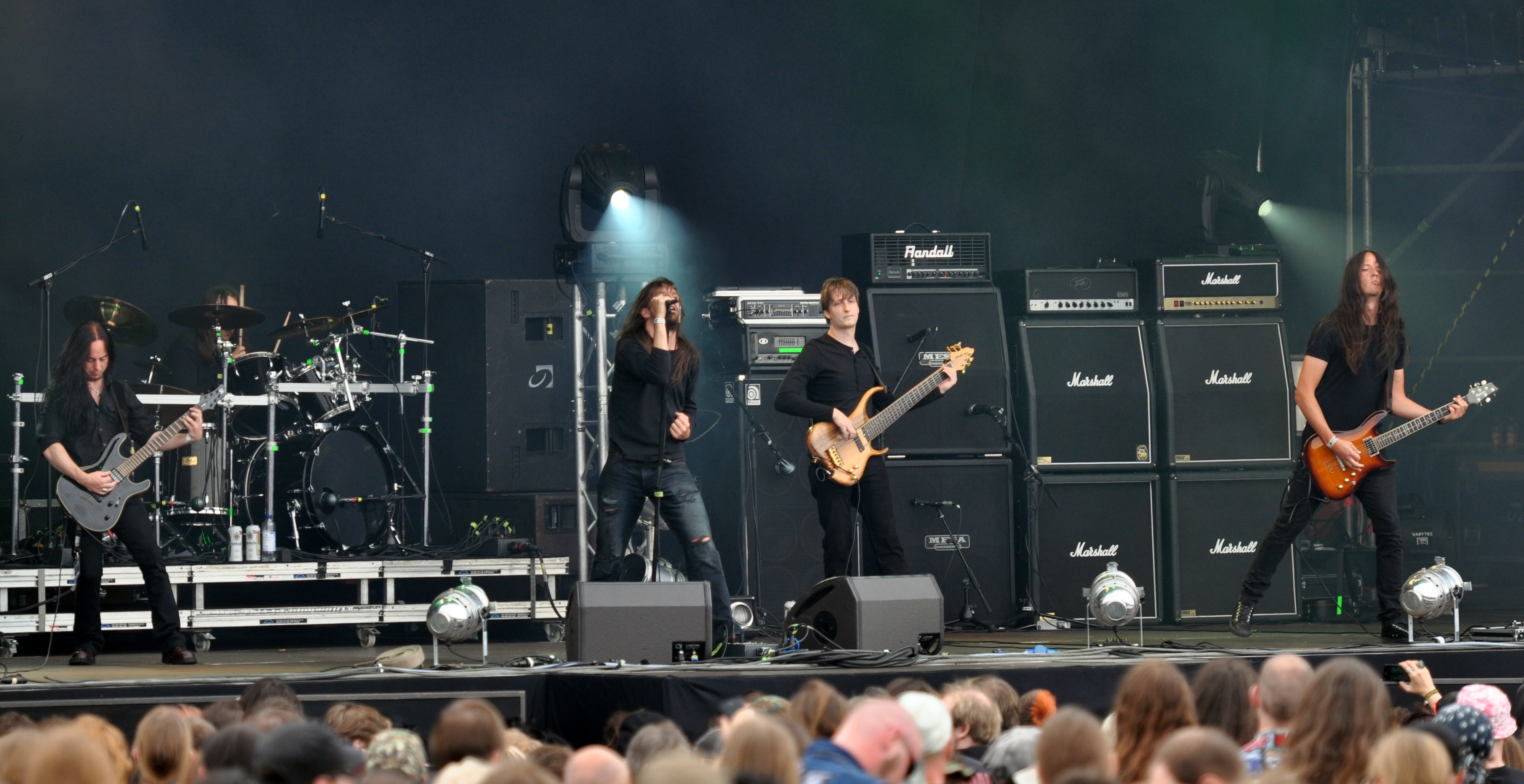
Farsot auf dem Party.San, 2013.

Die Liedtexte waren auf den ersten Veröffentlichungen hauptsächlich in deutscher Sprache verfasst. Mit der Herausgabe des zweiten Albums Insects verfassten die Musiker erstmals Stücke auf Englisch. Textlich handeln die Texte hauptsächlich vom Menschen. So beschreibt Insects den Vergleich zwischen den Menschen, die sich selbst als „die Krönung der Schöpfung“ bezeichnen mit Insekten, die von ebendiesen zum Ungeziefer degradiert werden. Zu Beginn der Karriere drehten sich die Liedtexte um die für den Depressive Black Metal typischen Inhalte.

## Diskografie
- 2001: Im Zwielicht mein glanzlos' Leben (Demo, Eigenverlag) Limitiert auf 60 Einheiten.
- 2004: 042103Freitod (Demo, Eigenverlag) Limitiert auf 500 Einheiten.
- 2007: IIII (Album, Lupus Lounge / Prophecy Productions)
- 2011: Insects (Album, Lupus Lounge / Prophecy Productions)
- 2017: Fail•Lure (Album, Lupus Lounge / Prophecy Productions)
- 2018: Toteninsel mit ColdWorld (Split-EP, Lupus Lounge / Prophecy Productions)
- 2024: Life Promised Death (Album, Lupus Lounge / Prophecy Productions)